# 노바백스
노바백스 주식회사(Novavax, Inc.)는 미국 메릴랜드주에 본사를 둔 백신 개발 회사로, 심각한 감염병에 대응하기 위한 혁신적인 백신을 만드는 생명 공학 회사(biotechnology company)이다.

## 같이 보기
- NVX-CoV2373 - 노바백스가 개발한 코로나19 백신